# Annette Berndt
Annette Inge Berndt (* 6. Januar 1956 in Dorsten) ist eine ehemalige deutsche Basketballspielerin.

## Werdegang
Berndt spielte beim BVH Dorsten beziehungsweise beim Nachfolgeverein BG Dorsten. 1976 gelang mit dem BVH Dorsten der Aufstieg in die Bundesliga.
1975 nahm sie an der Europameisterschaft der Juniorinnen teil. Ihr erstes A-Länderspiel für die Bundesrepublik Deutschland bestritt Berndt im April 1976. Bis Juni 1982 kam sie auf 59 Länderspieleinsätze und drei EM-Teilnahmen (1976, 1978, 1981). Ihren besten Punkteschnitt bei einer EM erzielte sie 1978 in Polen und war mit diesem Wert bei dem Turnier die vierterfolgreichste Korbschützin der Bundesdeutschen.